# Challenger de Numea 2025
El torneo Open Nouvelle-Calédonie 2025, denominado por razones de patrocinio BNC TENNIS OPEN fue un torneo de tenis perteneció al ATP Challenger Tour 2025 en la categoría Challenger 100. Se trató de la 20ª edición; el torneo tuvo lugar en la ciudad de Numea (Nueva Caledonia), desde el 30 de diciembre hasta el 6 de enero de 2025 sobre pista dura al aire libre.

## Jugadores participantes del cuadro de individuales
| Preclasificado | País                        | Jugador            | Rank1 | Posición en el torneo |
| 1              | Bandera de Francia          | Adrian Mannarino   | 66    | Primera ronda         |
| 2              | Bandera de Hungría          | Márton Fucsovics   | 104   | Cuartos de final      |
| 3              | Bandera de los Países Bajos | Jesper de Jong     | 112   | Primera ronda         |
| 4              | Bandera de Mónaco           | Valentin Vacherot  | 140   | Cuartos de final      |
| 5              | Bandera de Dinamarca        | Elmer Møller       | 160   | Primera ronda         |
| 6              | Bandera de Austria          | Jurij Rodionov     | 175   | Semifinales           |
| 7              | Bandera de los Países Bajos | Gijs Brouwer       | 177   | Segunda ronda         |
| 8              | Bandera de Francia          | Constant Lestienne | 188   | Semifinales           |

- 1 Se ha tomado en cuenta el ranking del 23 de diciembre de 2024.

### Otros participantes
Los siguientes jugadores recibieron una invitación (wild card), por lo tanto ingresan directamente al cuadro principal (WC):
- Charlie Camus
- Heremana Courte
- Benoît Paire

Los siguientes jugadores ingresan al cuadro principal tras disputar el cuadro clasificatorio (Q):
- Blake Bayldon
- Liam Branger
- Francisco Cabral
- Jake Delaney
- Shinji Hazawa
- Kosuke Ogura

## Campeones

### Individual Masculino
- Shintaro Mochizuki derrotó en la final a  Moerani Bouzige por 6–1, 6–3

### Dobles Masculino
- Blake Bayldon /  Colin Sinclair derrotaron en la final a  Ryuki Matsuda /  Ryotaro Taguchi por 6–3, 7–5